# Shimla (distrikt)
Shimla (engelska: Shimla district, gujarati: શિમલા જિલ્લો, tamil: சிம்லா மாவட்டம், hindi: शिमला जिला) är ett distrikt i Indien.   Det ligger i delstaten Himachal Pradesh, i den norra delen av landet, 280 km norr om huvudstaden New Delhi. Antalet invånare är 814 010. Arean är 5 131 kvadratkilometer. Shimla gränsar till Kullu.
Terrängen i Shimla är mycket bergig.
Följande samhällen finns i Shimla:
- Shimla
- Rohru
- Theog
- Jutogh
- Chaupāl
- Seoni
- Sarahan
- Jubbal
- Kotkhai
- Kufri
- Nārkanda